# Еталон смерекового з домішкою ялиці насадження (Річанське лісництво)
Еталон смерекового з домішкою ялиці насадження — ботанічна пам'ятка природи місцевого значення. Об'єкт розташований на території Надвінянського району Івано-Франківської області, Річанське лісництво, квартал 44, виділ 26.
Площа — 2,0000 га, статус отриманий у 1993 році.